# Universitat de Södertörn
La Universitat de Södertörn (en suec: Södertörns högskola, SH) és una universitat pública sueca (högskola), situada a Flemingsberg, que es troba al municipi de Huddinge, així com l'àrea que es troba a la península de Södertörn, al comtat d'Estocolm. El 2013 tingué aproximadament uns 13000 estudiants a dedicació plena. L'àrea del campus (Universitetsområdet) de Flemingsberg acull els seus principals edificis, diversos departaments de l'Institut Karolinska, i l'Escola de Tecnologia i Salut del Reial Institut de Tecnologia (KTH). L'Hospital Universitari Karolinska (antigament conegut com a Hospital Huddinge), també es troba al municipi.

## Història
La Universitat de Södertörn fou establerta com a universitat universitària l'any 1996 seguint una decisió parlamentària de 1995. L'expansió de l'educació superior a les zones del sud d'Estocolm fou investigat durant molt temps. El rerefons era que la transició a l'educació superior era menor a les parts del sud d'Estocolm, l'atur major i els problemes de segregació tendien a l'alça. La Universitat d'Estocolm no considerà apropiat l'augment del nombre d'estudiants i plantejà la creació d'una nova universitat independent a Södertörn, separada de la d'Estocolm. L'Institut Karolinska ja reubicà, en el seu moment, el centre d'educació dental a Flemingsberg. KTH i la Universitat d'Estocolm tingueren facilitats a Flemingsberg i el Novum Parc de Recerca estigué en construcció.
L'any 1996, en el moment d'inauguració de la universitat, hi hagué al voltant 1000 estudiants inscrits. La universitat disposava d'equipaments a Södertälje, Flemingsberg i Haninge. Inicialment, el vice-rector de la Universitat d'Estocolm també ho fou de la Universitat de Södertörn, però l'1 de gener de 1997, Per Thullberg fou escollit vice-rector exclusivament de la de Södertörn, així com s'atorgà el dret a la universitat a poder expedir els seus propis graus. L'any 2002 l'edifici principal Moas båge ("L'Arc de Moa") fou inaugurat a Flemingsberg. L'edifici també rebé el Premi al Producte de Formigó en Ambients Exteriors de 2003. Amb els nous equipaments, el programa d'educació de professorat fou traslladat de Södertälje a Flemingsberg. La primavera de 2006, el Consell d'administració decidí moure's del campus de Haninge al campus de Flemingsberg la tardor de 2008 i aturar definitivament la docència al de Södertälje, que ja anteriorment patí interrupcions.
L'any 2002, la Universitat de Södertörn sol·licità al govern poder convertir-se formalment en universitat, malgrat que la petició encara no ha estat processada. L'any 2004 la Universitari de Södertörn sol·licità, juntament amb l'Institut Karolinska i el Reial Institut de Tecnologia (KTH), la creació d'una xarxa universitària a la pròpia universitat basada en el mateix model de la Universitat d'Oxford al Regne Unit. Al maig de 2006, una versió actualitzada de l'aplicació universitària fou lliurada al govern, incloent els canvis implementats des del 2002. L'1 de juliol de 2010, l'Autoritat d'Educació Superior Sueca concedí a la universitat el dret d'atorgar doctorats a les àrees d'Estudis històrics, Teoria crítica i cultural, Estudis mediambientals, i Polítiques, Economia i Organització social.
Al final de 2013 la universitat assumí la tasca de proporcionar el programa de formació bàsica per a la policia. La formació correria a càrrec com a contracte educatiu i cobriria cinc semestres d'estudi a plena dedicació, incloent un entrenament de sis mesos en una autoritat policial. Els primers 180 cadets de policia començaren la seva educació el gener de 2015.
El 2013 la universitat tingué 12578 estudiants, dels quals 6984 foren a plena dedicació.

## Departaments
La universitat té quatre escoles acadèmiques:
- Departament d'Estudis Històrics i Contemporanis[10]
- Departament de Cultura i Educació[11]
- Departament de Ciències Naturals, Tecnologia i Estudis Mediambientals[12]
- Escola de Ciències Socials[13]

## Matèries d'estudi
Matèries a la universitat:
| - Arqueologia - Ciència arxivística - Biologia - Anglès - Estètica - Etnologia - Filosofia - Estudis empresarials - Estudis de gènere - Geografia - Història - Història intel·lectual - Salut internacional | - Relacions internacionals - Periodisme - Art - Ciència - Literatura - Educació - Tecnologia dels mitjans - Ciència ambiental - Ciència dels mitjans i la comunicació - Arts culinàries - Economia - Dret públic - Educació | - Coneixement pràctic - Psicologia - Retòrica - Treball social - Sociologia - Ciència política - Suec - Turisme - Ciència - Desenvolupament - Cooperació internacional |